# Freitragend
Freitragend nennt man die Ausführung eines zentralen Konstruktionselements, wenn dieses zur Erfüllung seiner Funktion ohne weitere äußere Elemente zur Lastaufnahme auskommen soll; also eine Konstruktion, die sich selbst stützt. Dazu ist es so auszuführen, dass sämtliche im Betrieb aufkommenden Belastungen zentral im Element aufgenommen werden. 
Neben Brücken, Dächern und Krananlagen werden insbesondere auch Flugzeugtragflächen freitragend ausgeführt, wobei die einzelnen Tragflächen aus Sicht der Technischen Mechanik als Kragträger angesehen werden können. Die Aufnahme der Biege- und Torsionsmomente geschieht in der Regel durch einen oder mehrere zentrale Holme. 

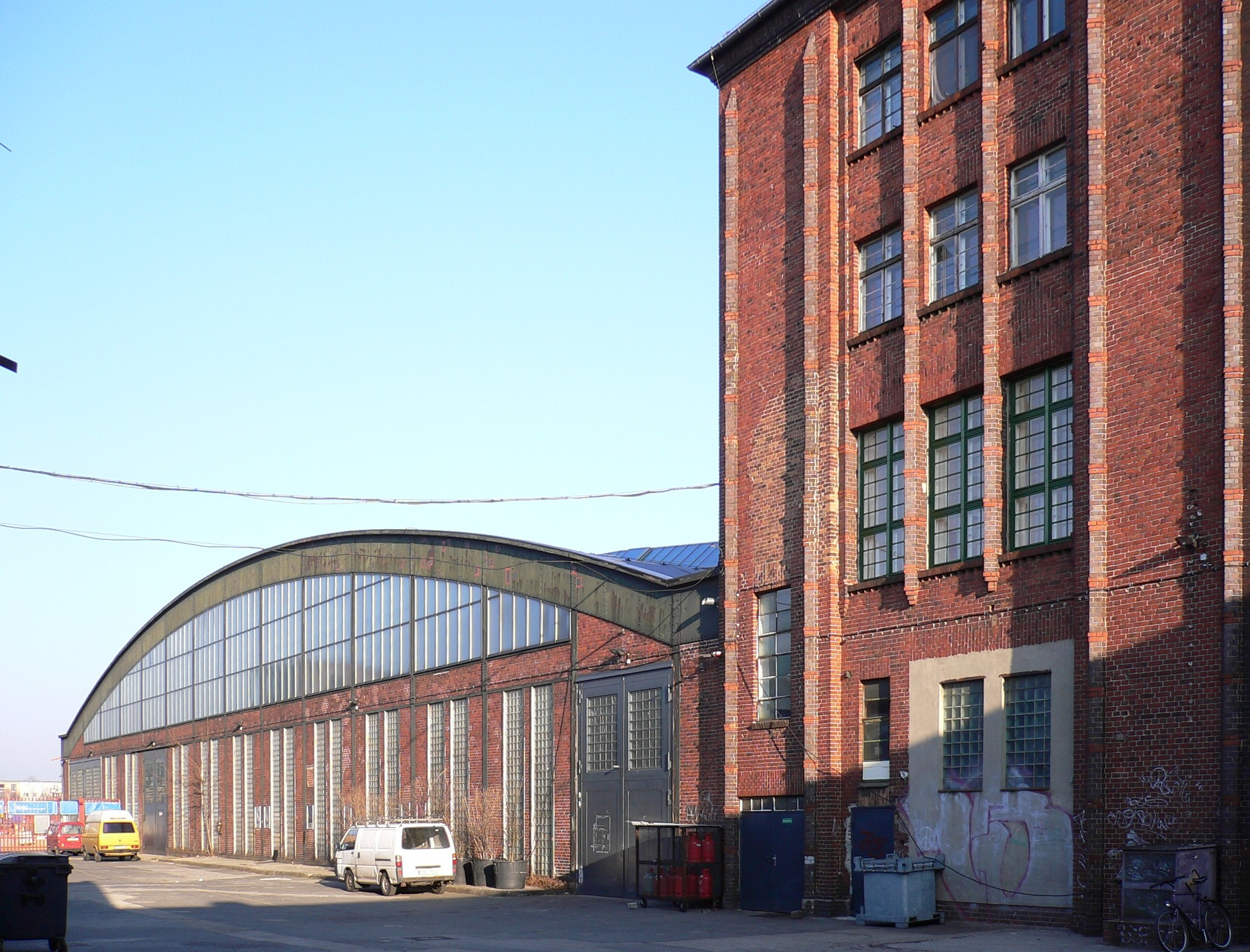
Freitragendes Hallendach von 1927
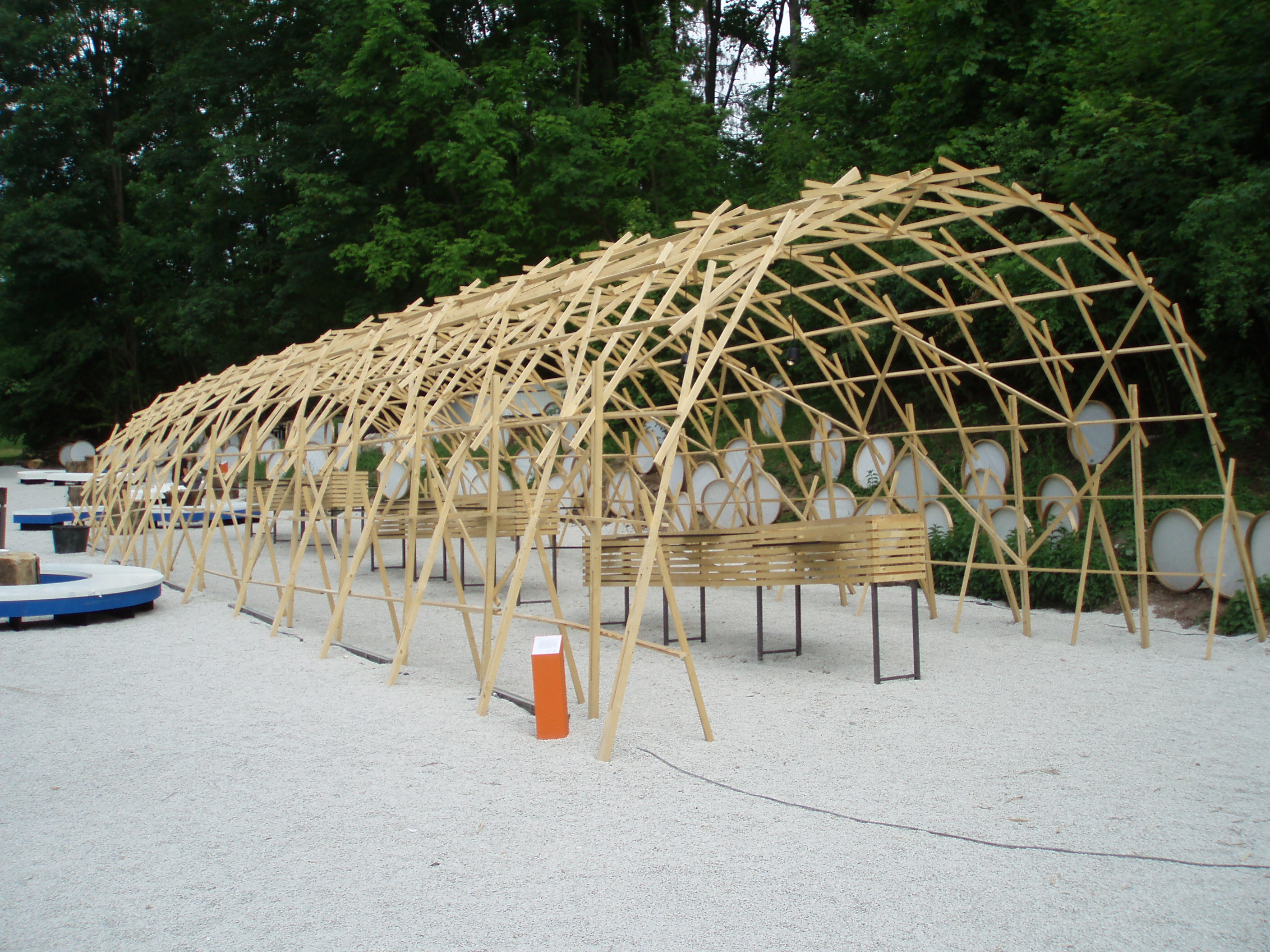
Holzkonstruktion ohne weitere stützende Elemente
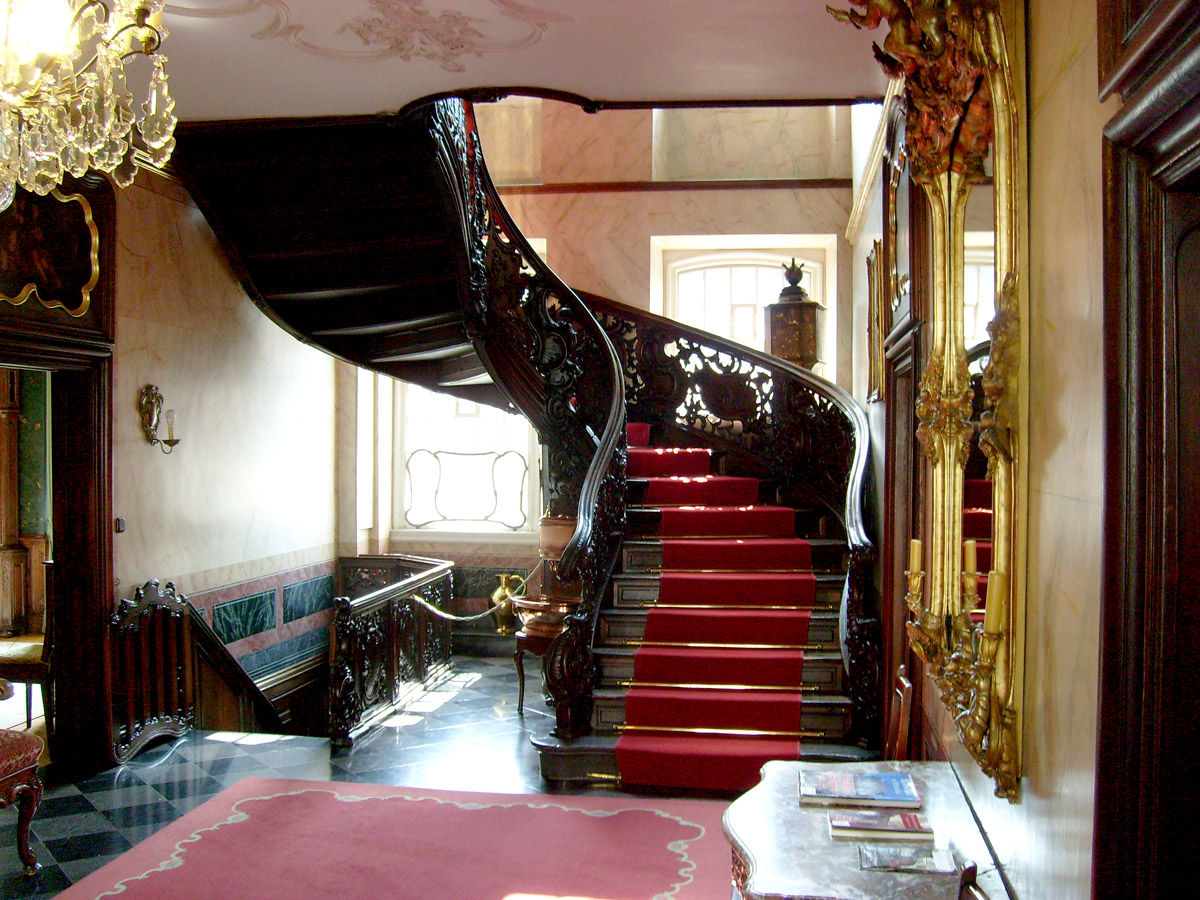
Freitragende Treppenkonstruktion
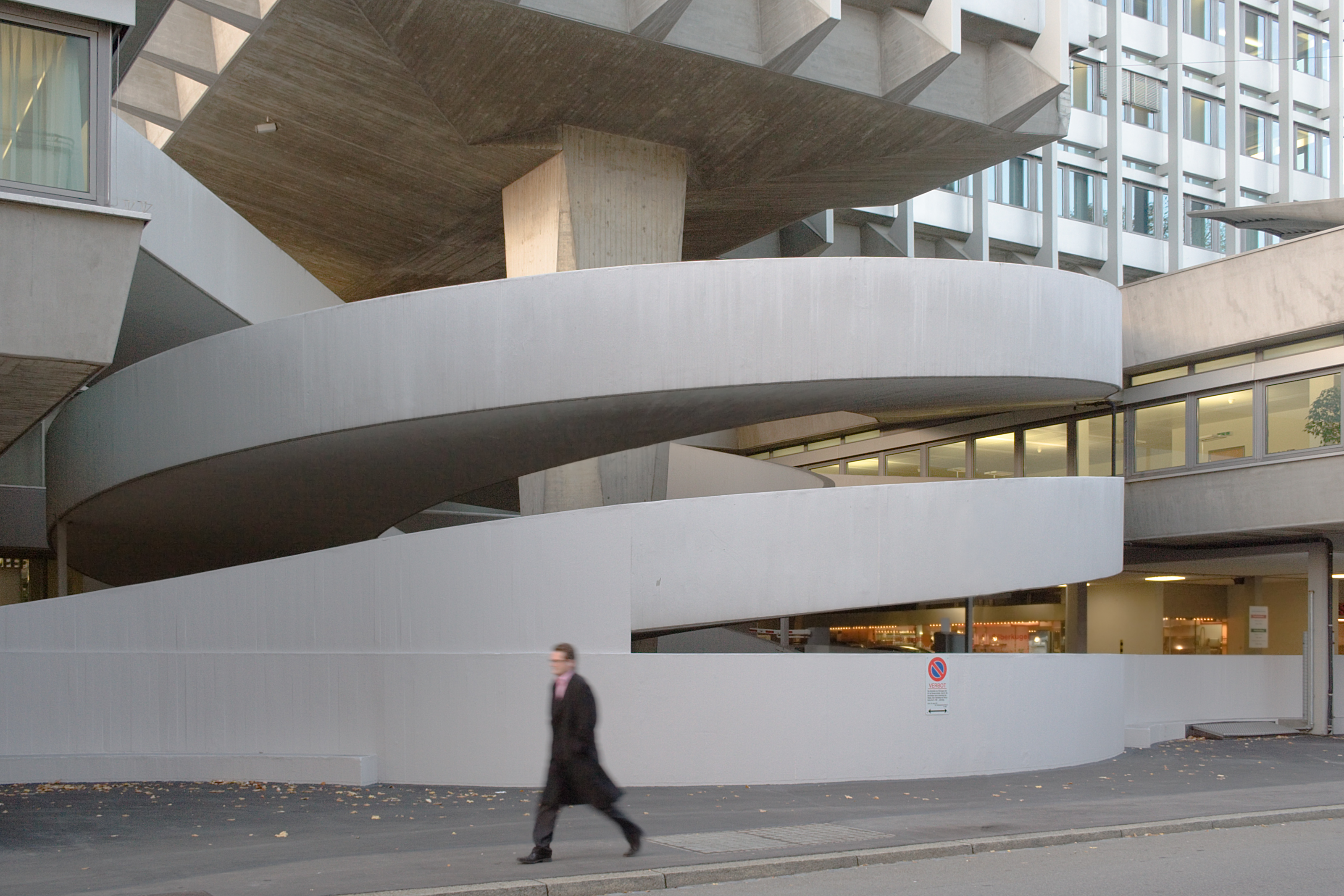
Die freitragende Betonauffahrt ist heute weit verbreitet
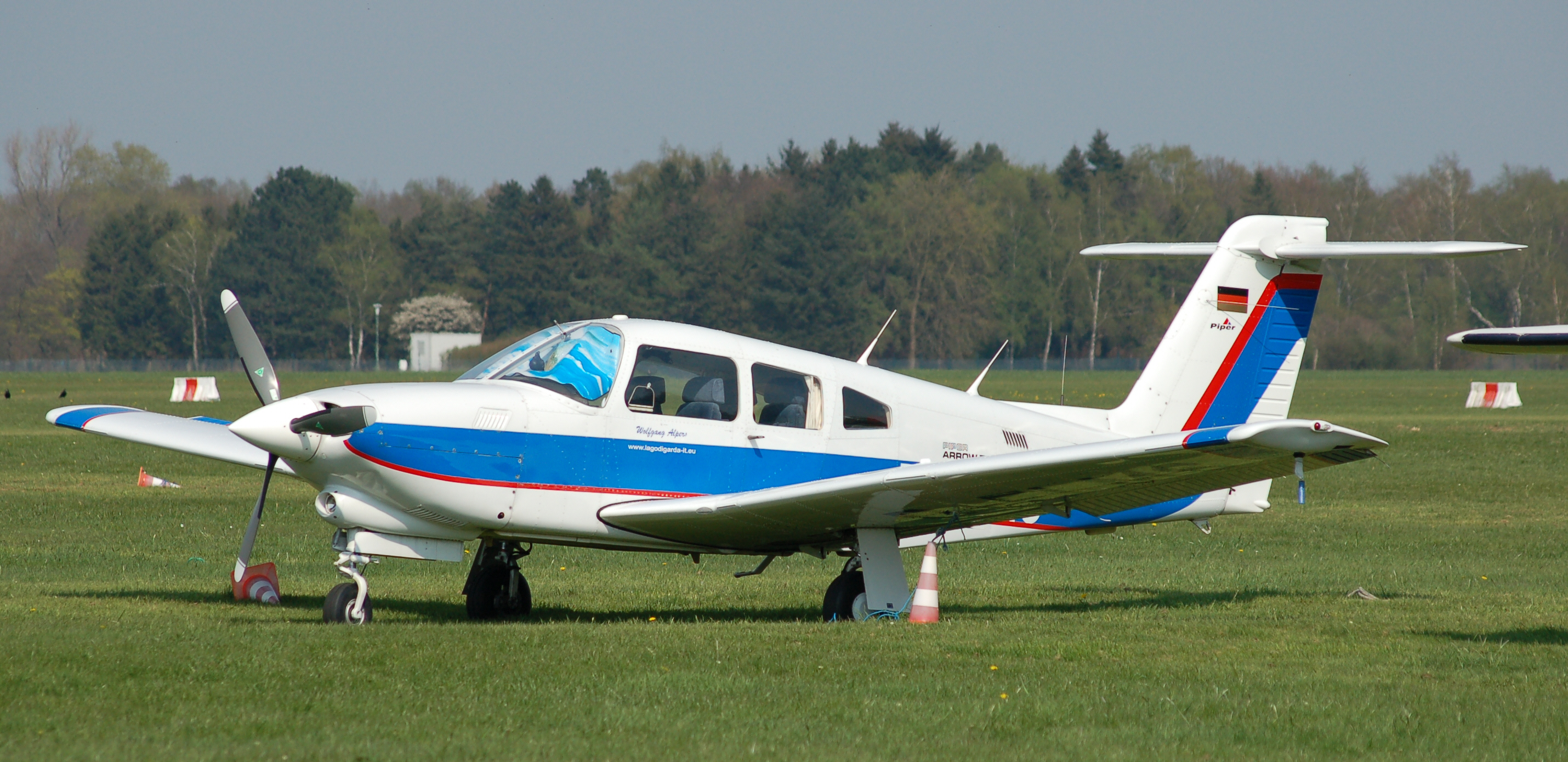
Freitragender Tiefdecker Piper PA-28
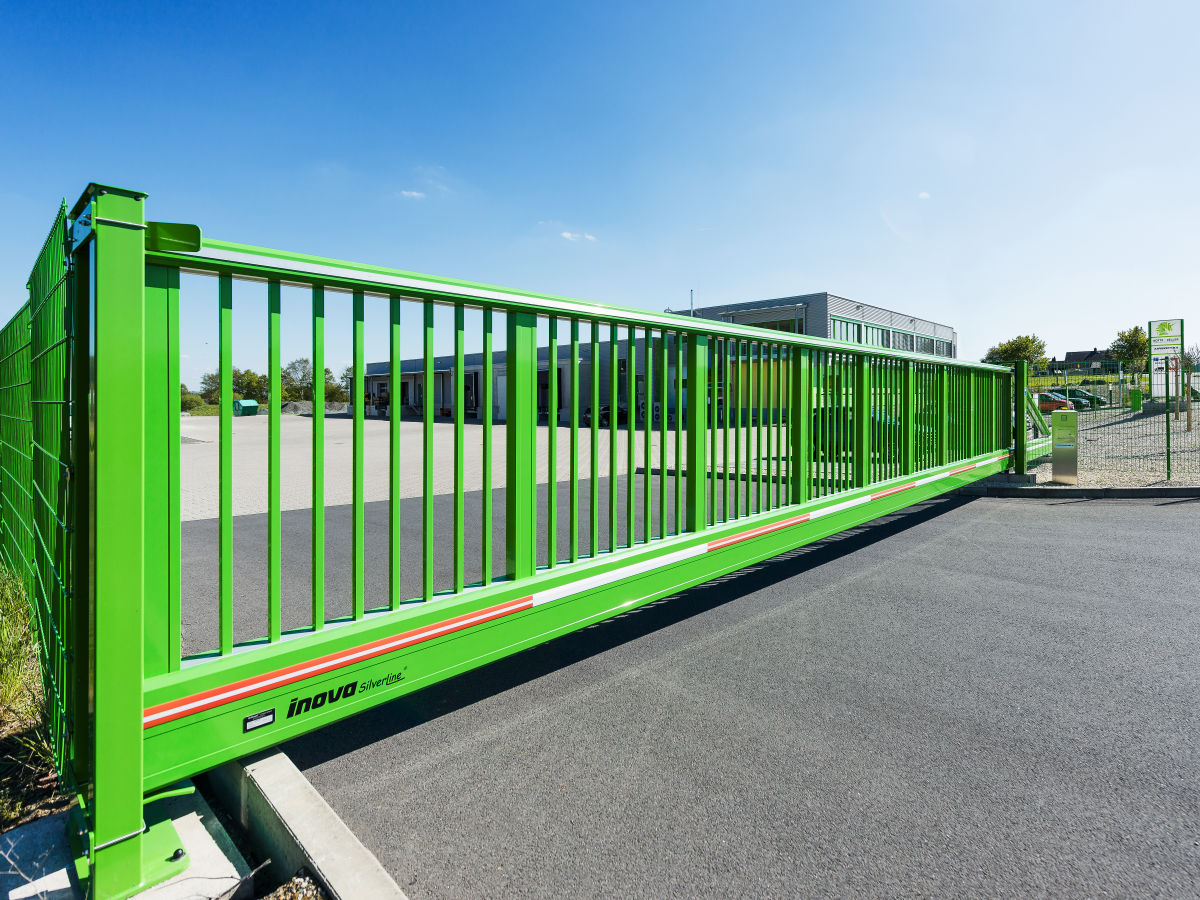
Freitragendes Schiebetor